# Alaa Abdel Fattah
Alaa Abdel Fattah (en arabe, علاء أحمد سيف عبد الفتاح), né le 18 novembre 1981 au Caire, est un militant, blogueur et informaticien égyptien.
Il a été surnommé « l’icône de la révolution de 2011 », qui a provoqué la chute du régime de Hosni Moubarak.

## Biographie
Il grandit dans une famille de militants : son père Ahmed Seif El-Islam Hamad est militant communiste et défenseur des droits de l'homme, arrêté en 1983, torturé et emprisonné pendant cinq ans ; sa mère Laila Soueif est professeur d'université et militante politique ; sa tante maternelle Ahdaf Soueif est une romancière et intellectuelle engagée; sa sœur Mona Seif a lutté contre les procès militaires des manifestants. 
Informaticien, il travaille à développer des versions en arabe d'importants logiciels et plateformes. Il crée aussi le blog Manalaa, qui remporte le prix Reporters sans frontières du meilleur blog en 2005, et prend position en faveur du journalisme citoyen dans les médias sociaux.
Il est engagé contre les régimes militaires d'Hosni Moubarak et d'Abdel Fattah Al-Sissi, mais aussi contre le parti des Frères musulmans.

### Arrestations
Alaa Abdel Fattah est arrêté, interrogé et emprisonné à plusieurs reprises. 
- Le 7 mai 2006 alors qu'il manifeste pour l'indépendance de la justice. Il est relâché le 20 juin.
- Le 30 octobre 2011 pour incitation à la violence à l'occasion des altercations inter-religieuses. Il est relâché le 25 décembre.
- Le 26 mars 2013 pendant une manifestation devant le quartier général des Frères musulmans. Il est relâché le jour même.
- Le 28 mars 2013, pour l'incendie du siège de campagne de l'ancien candidat à la présidentielle Ahmed Chafik, survenu le 28 mai 2012. Il est condamné à un an de prison avec sursis, ainsi que sa sœur Mona Seif[5].
- Le 28 novembre 2013, pour résistance aux autorités et violation de la loi qui interdit les manifestations. Il est relâché sous caution le 23 mars 2014. En juin 2014, il est condamné à 15 ans de prison et emprisonné dans l'attente d'un nouveau procès. Pendant cette détention, il entame une grève de la faim. Le 15 septembre 2014, il est à nouveau libéré sous caution[6].
- Le 8 novembre 2017, la Cour de cassation confirme une peine de cinq ans de prison[7].

Il participe en juin 2013 aux manifestations organisées contre Mohamed Morsi.
Politiquement classé comme étant de la gauche laïque, il est accusé par le pouvoir égyptien issu du coup d'État du 3 juillet 2013 d'« appartenance aux Frères musulmans ».
Il est libéré sous conditions le 29 mars 2019, devant pointer chaque nuit au commissariat. Il est de nouveau arrêté en septembre 2019 après avoir tenu sur les réseaux sociaux des propos hostiles à la dictature militaire. En octobre, Amnesty International informe qu’il a été torturé par des gardiens de la prison. Il se met en grève de la faim à partir d'avril 2020. Il est enfermé dans une prison de haute sécurité réservée aux détenus politiques. À l’exception d’une visite mensuelle, il ne quitte jamais sa cellule qu’il partage avec deux autres détenus. 
Sa famille subit également les représailles du régime. Sa sœur Sanaa est arrêtée en juin 2020,. Elle est condamnée à 18 mois de prison en mars 2021.
Il est condamné en décembre 2021 à cinq ans de prison pour « diffusion de fausses informations ». Il n'a pas la possibilité de faire appel.
Alaa Abdel-Fattah est en grève de la faim depuis le 2 avril 2022 pour dénoncer sa détention arbitraire.
En mars 2025, Alaa Abd El-Fattah entame une deuxième phase de sa grève de la faim, après avoir appris que sa mère avait été hospitalisée à Londres.